# 1797 en France
Chronologie de la France
- 1793
- 1794
- 1795
- 1796
- 1797
- 1798
- 1799
- 1800
- 1801

Cette page concerne l'année 1797 du calendrier grégorien.

## Événements
- Conseil secret royaliste tenu par Royer-Collard (1797-1803)[1].

### Janvier
- 9 janvier : prise de Kehl par les Autrichiens du général Baillet de Latour après 48 jours de tranchée ouverte. Le général Desaix signe la reddition le 10 janvier[2].
- 13 - 16 janvier : naufrage du Droits de l'Homme dans la baie d'Audierne[3].
- 14 - 15 janvier (25-26 nivôse an V) : victoire de Bonaparte à Rivoli en Italie[4].
- 31 janvier (12 pluviôse an V) : découverte d'un complot royaliste. Les chefs de la conspiration, Lavilleheurnois, l’abbé Brottier et Duverne de Presle, sont arrêtés et condamnés à mort puis leur peine commuée en emprisonnement le 7 avril[5].

### Février
- 2 février : capitulation de l'Autriche à Mantoue[6].
- 3 février : le Directoire rappelle de Philadelphie son représentant, Pierre-Auguste Adet et demande au représentant des États-Unis de quitter la France. Début de la « Quasi-guerre », qui oppose la France aux États-Unis[7].
- 4 février : le Directoire décide le retour à la monnaie métallique. Le mandat territorial est officiellement démonétisé[8]. Le stock métallique, évalué à 2,5 milliards de francs en 1789, n'est plus que de 300 millions[9]. La déflation, baisse des prix par raréfaction des signes monétaires, est aussi violente que l'inflation. Ramel-Nogaret, aux Finances, anime une politique de stabilisation. La guerre lui procure des contributions importantes qui permettent de rééquilibrer le budget : Bonaparte envoie 51 millions et Hoche 10 millions (25 mars)[8].
- 5 février : reddition de la tête de pont d'Huningue[10].
- 9 février : le général Victor prend Ancône[10].
- 14 février : victoire navale britannique à la bataille du cap Saint-Vincent[11].
- 19 février : traité de Tolentino[6] ; le pape abandonne les Légations occupées par les troupes françaises à la République cispadane.
- 20 février : procès de Babeuf et de Darthé, qui sont condamnés à mort le 25 mai[12].
- 22-24 février : échec d'un débarquement dans la baie de Fishguard au pays de Galles[13].

### Mars
- 1er mars (11 ventôse an V) : les cantons d'Audincourt, Désandans et Montbéliard sont rattachés au département du Mont-Terrible[14].
- 2 mars : le décret du 12 ventôse an V autorise la course sur les bâtiments neutres transportant des marchandises appartenant aux ennemis de la République, dont les bâtiments américains[7].
- 16 mars : bataille de Valvasone ou passage du Tagliamento[10].
- 19 mars (29 Ventôse an V) : prise de Gradisca, par Bernadotte et Sérurier, et retraite du prince Charles[10].

- 20 mars :

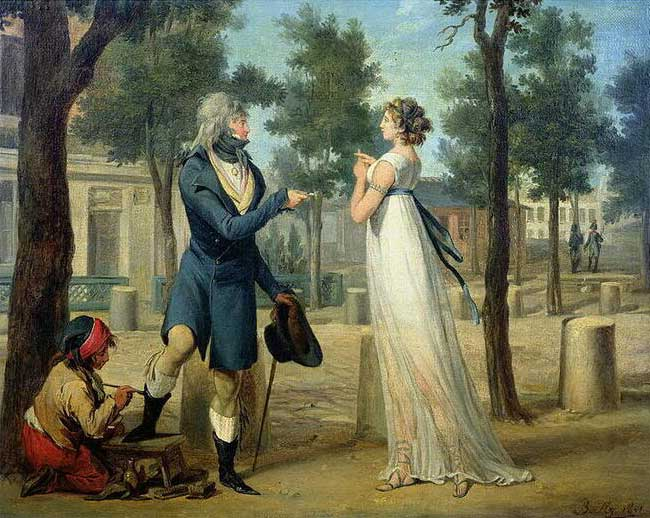
Point de convention, de Boilly représentant un muscadin et une merveilleuse.

  - publication du premier numéro du Journal des dames, qui devient Journal des dames et des modes le 15 septembre[15]. Il sort jusqu'en 1839.
  - les troupes du général Joubert passent le Lavis[16]. Début de l'expédition du Tyrol.
- 21 mars et 4 avril : élections de germinal an V pour le renouvellement des Conseils. 250 députés républicains perdent leurs sièges, au profit de la droite royaliste, qui obtient la présidence des deux assemblées (Barbé-Marbois au Conseil des Anciens, Pichegru aux Cinq-Cents). Barthélemy est élu directeur. Les députés monarchistes se réunissent au club de Clichy, et les filiales de l'Institut philanthropique développent leur action en province[17].
- 21-23 mars : victoire de Masséna à Tarvis[18].
- 22 mars : prise de Botzen par Joubert[18].
- 23 mars : prise de Trieste par Bernadotte et de Bressanone par Joubert[18].
- 29 mars : prise de Klagenfurt par Masséna[18].

### Avril
- 1er avril : prise de Laybach par Bernadotte[10].
- 5 avril : traité d'alliance offensive et défensive conclu à Tarin le 16 Germinal an V entre la France et la Sardaigne[10].
- 17 et 25 avril : pâques véronaises. Insurrection de Vérone contre les Français[18].
- 17 - 18 avril : Hoche remporte la bataille de Neuwied et franchit le Rhin[19].

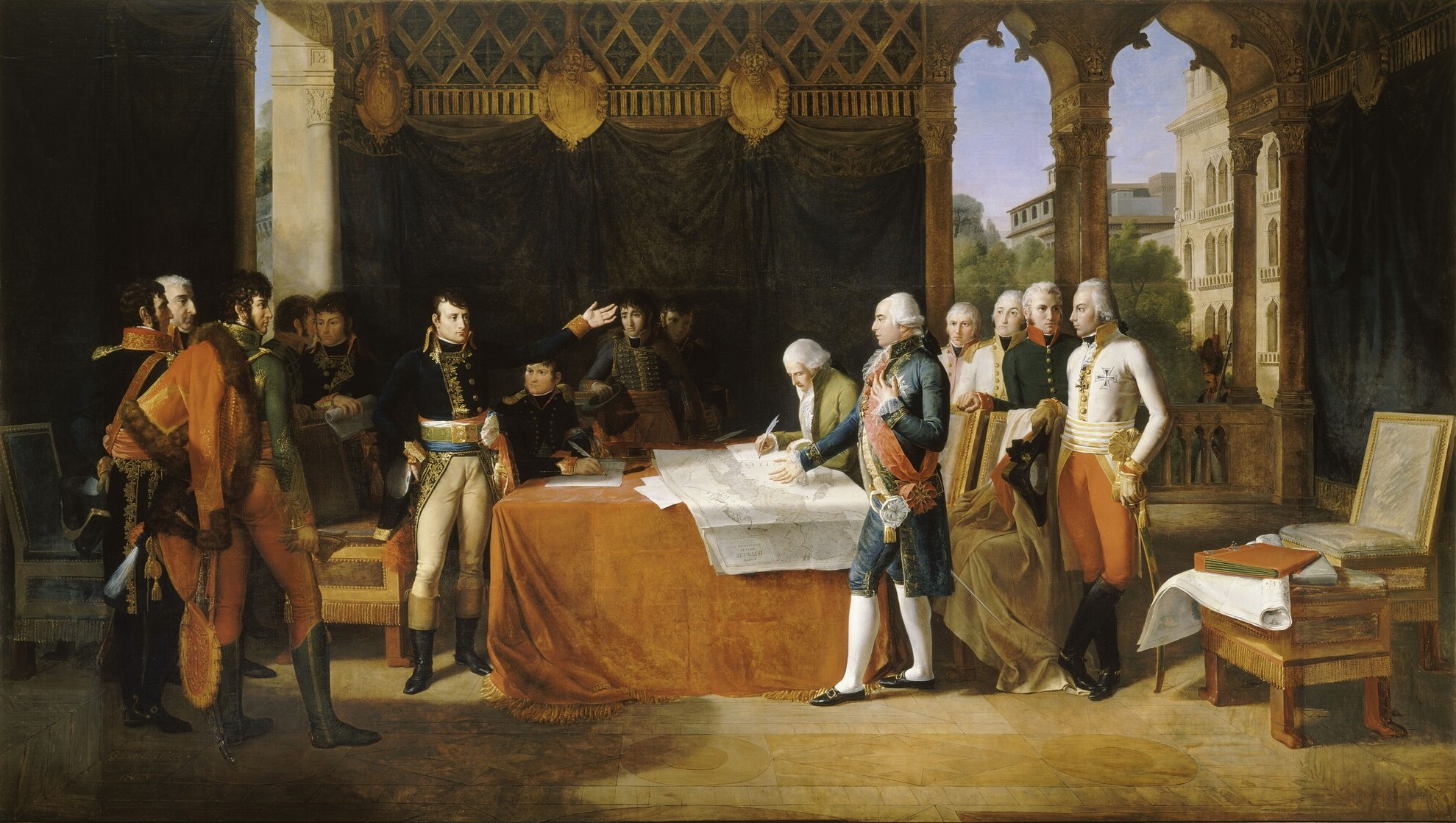
Guillon Lethière - Traité de Leoben.

- 18 avril : les Autrichiens signent des préliminaires de paix avec Bonaparte à Leoben[18].
- 20 avril : l'armée de Rhin-et-Moselle passe le Rhin à Diersheim et reprend Kehl ; les hostilités cessent sur le Rhin à l'annonce des préliminaires de paix le 23 avril[2].
- 22 avril : Kilmaine bat les Vénitiens à Croce-Bianca[10].

### Mai
- 1er mai : profitant du massacre de prisonniers français à Vérone, Bonaparte déclare la guerre à Venise[18].
- 12 mai : Bonaparte prend Venise. Sous sa pression, le Grand Conseil vote l’abolition des institutions de la république de Venise. Le peuple se soulève mais l’insurrection est réprimée. Un gouvernement démocratique provisoire est instauré le 16 mai[20].
- 20 mai (1er prairial an V) : élections pour le renouvellement d'un tiers du corps législatif. Barthélemy est nommé directeur à la place de Letourneur[10].
- 27 mai (8 prairial an V) : exécution à Vendôme de Gracchus Babeuf et d'Augustin Darthé, instigateurs de la « Conjuration des Égaux » contre le Directoire[21]. Les idées de Babeuf, Maréchal, Lepeletier et Antonelle inspirent un courant de pensée, le « babouvisme », qui préfigure le communisme et l'anarchisme[22].

### Juin
- 28 juin : prise de Corfou[10].

### Juillet
- 6 juillet : ouverture de négociations à Lille avec Lord Malmesbury[10].
- 16 juillet : Talleyrand est nommé ministre des Relations extérieures[23] (fin en juillet 1799).
- 23 juillet : le renouvellement de l'interdiction des clubs n'a aucun effet. Les Directeurs, républicains modérés, entrent en conflit avec les Conseils. Le pouvoir est paralysé. Les Directeurs s'assurent le concours de l'armée (Hoche et Augereau, envoyé par Bonaparte)[12].

### Août
- 15 août : première exposition de dessins des grands maîtres dans la galerie d'Apollon[24].
- 24 août : abrogation des lois pénales contre les prêtres réfractaires[10].

### Septembre

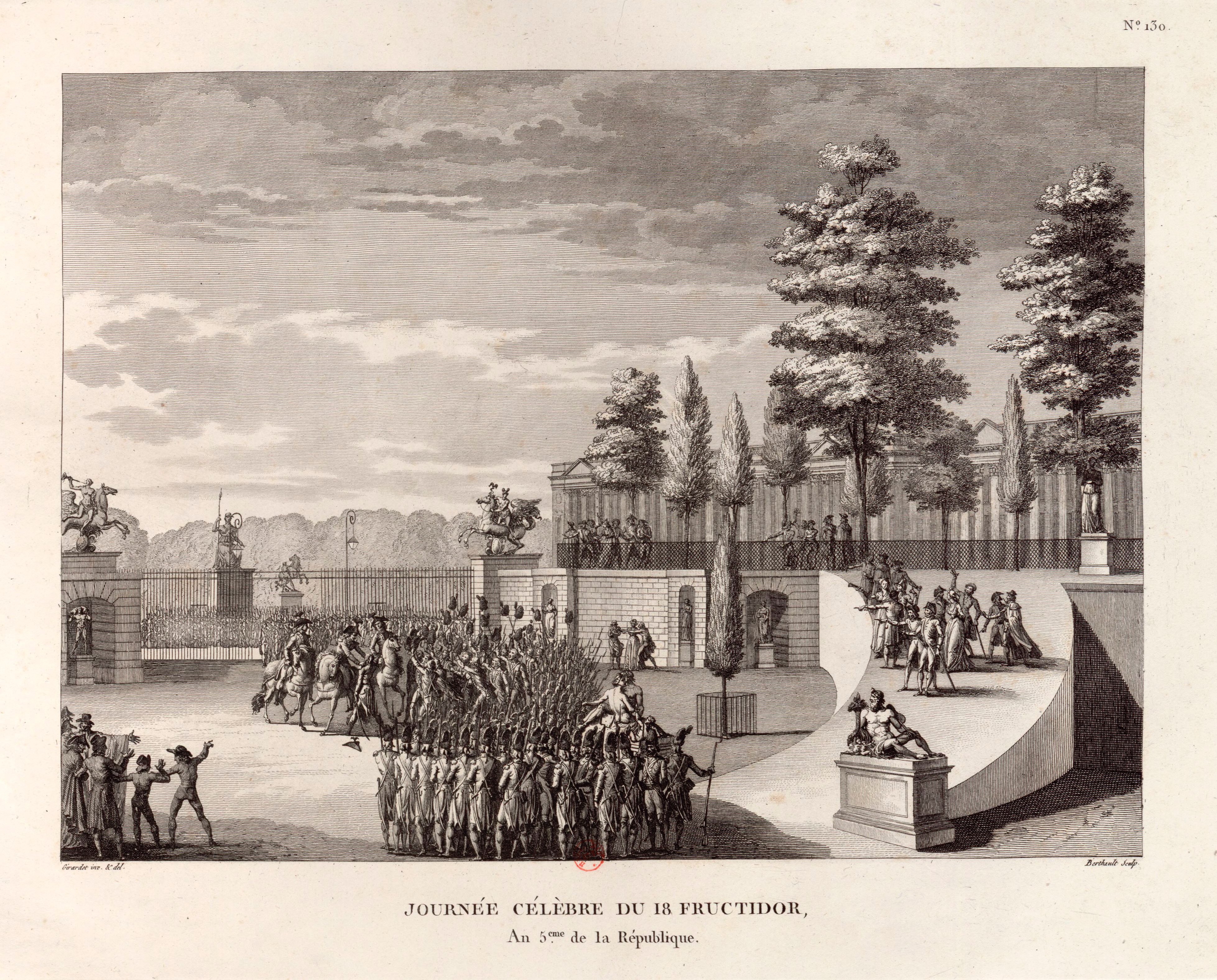
Journée célèbre du 18 fructidor an 5e de la République. L'adjudant-général Jean-Pierre Ramel l'aîné (1768-1815) au jardin des Tuileries. Eau-forte et burin de Pierre-Gabriel Berthault (1737-1831) d'après Abraham Girardet (1763-1823).

- 4 septembre (18 fructidor an V) : coup d'État du Directoire (Barras, La Révellière-Lépeaux, Reubell) avec le soutien de l'armée (Hoche, Augereau) contre les modérés et les royalistes du club de Clichy[25]. Barthélemy et onze membres du Conseils des Anciens sont arrêtés et déportés. Les élections de germinal sont annulées dans 49 départements (177 députés sont invalidés) ainsi que les mesures en faveur des émigrés (160 condamnations à mort). Le pouvoir exécutif est renforcé aux dépens du législatif. François de Neufchâteau et Merlin de Douai entrent au Directoire en remplacement Barthélemy, arrêté, et de Carnot, en fuite. Le second Directoire poursuit une politique autoritaire de stabilisation politique, financière et extérieure. De tendance annexionniste, ils encouragent la politique d'expansion révolutionnaire (La Révellière-Lépeaux, Merlin de Douai), visent à assurer la sécurité par l'acquisition de « frontières naturelles » (Reubell) et sont conscients des ressources financières de la guerre[12].
- 5 septembre : le ministère de la police est chargé de la surveillance de la presse ; 35 journaux sont interdits et leurs directeurs déportés en Guyane[26].
- 15 septembre : loi qui exclut les ex-nobles des fonctions publiques et les prive de l'usage des droits politiques[10].
- 18 septembre : rupture des négociations séparées avec la Grande-Bretagne à Lille ; le lendemain Lord Malmesbury part pour Londres[10].
- 30 septembre : banqueroute des deux tiers dite Liquidation Ramel. La dette publique est réduite par l'opération du « tiers consolidé » : les créances sur l'État et les rentes sont remboursées à concurrence des deux tiers de leur capital en bons de Trésorerie admis en paiement des impôts ou de biens nationaux, le tiers restant, consolidé, est inscrit au grand-livre de la Dette publique et les intérêts sont payés en bons de Trésorerie[27]. Rétablissement de la loterie nationale[10].

### Octobre
- 17 octobre (26 vendémiaire an VI) : traité de paix de Campoformio (fin de la Première Coalition) entre la France (Bonaparte) et l'Autriche (le chancelier Cobenzl). L'Autriche abandonne à la France la Belgique, la rive gauche du Rhin et les îles Ioniennes et reconnaît la République cisalpine, accrue du Milanais, de Brescia et de la Valteline. En compensation, elle reçoit une partie de la Vénétie, l'Istrie et la Dalmatie[18].

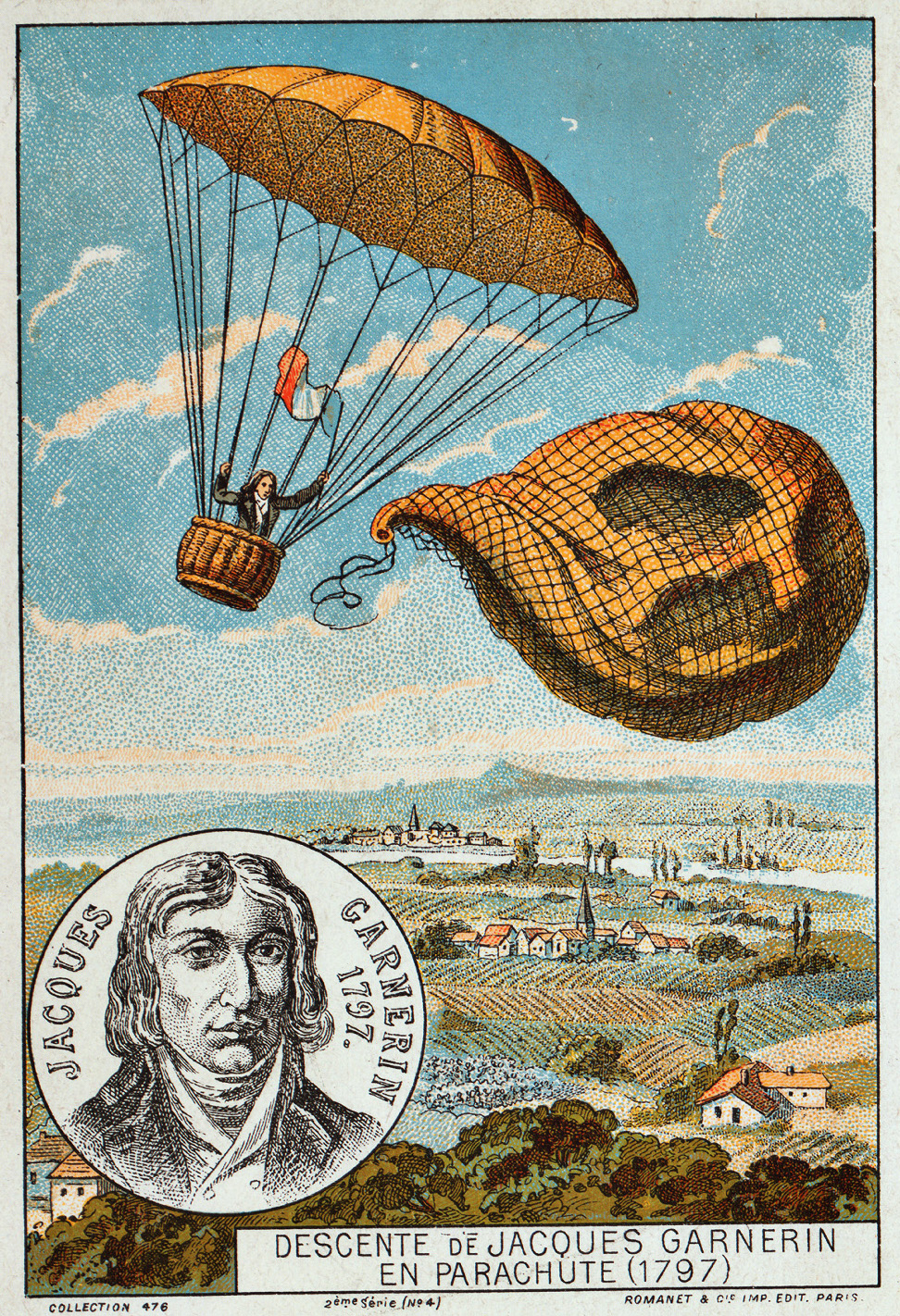
Descente de Jacques Garnerin en parachute.

- 22 octobre : premier saut en parachute d'un ballon par André-Jacques Garnerin à partir du parc Monceau à Paris[28].
- 26 octobre : le Directoire ordonne le rassemblement d'une armée sous le nom d'Armée d'Angleterre commandée par les généraux Bonaparte et Desaix[10].

### Novembre
- 12 novembre : l'assiette et la perception des impôts sont confiées dans chaque département à une agence des Contributions directes composée d'agents de l'État[8].
- 28 novembre : ouverture du second congrès de Rastatt[18].

### Décembre
- 10 décembre : présentation solennelle de Bonaparte au Directoire[10].
- 28 décembre : émeute à Rome, où est tué le général Duphot[10].